# Musée de la Specola (Florence)
 (juillet 2017).
Le musée de la Specola (en italien : Museo della Specola) est un musée italien abrité dans le palais Torrigiani, via Romana, oltrarno à Florence, au-delà du palais Pitti.

## Description
Le musée de la Specola dépend du Musée d'histoire naturelle de l'université de Florence aux multiples établissements disséminés dans la ville. C'est le plus ancien musée scientifique d'Europe.
Le cœur de ses collections date de sa fondation par le grand-duc Pierre Léopold, futur empereur Léopold II, en 1775 : il s'agit des sections zoologies marine et terrestre, et ses cires anatomiques humaines caractéristiques de Clemente Susini. À noter des dioramas également réalisés en cire sur des sujets historiques (La Peste), allégoriques (La Mort), ou mythologiques (Le Triomphe du Temps), œuvres du modeleur Gaetano Zumbo.

## Vues des collections

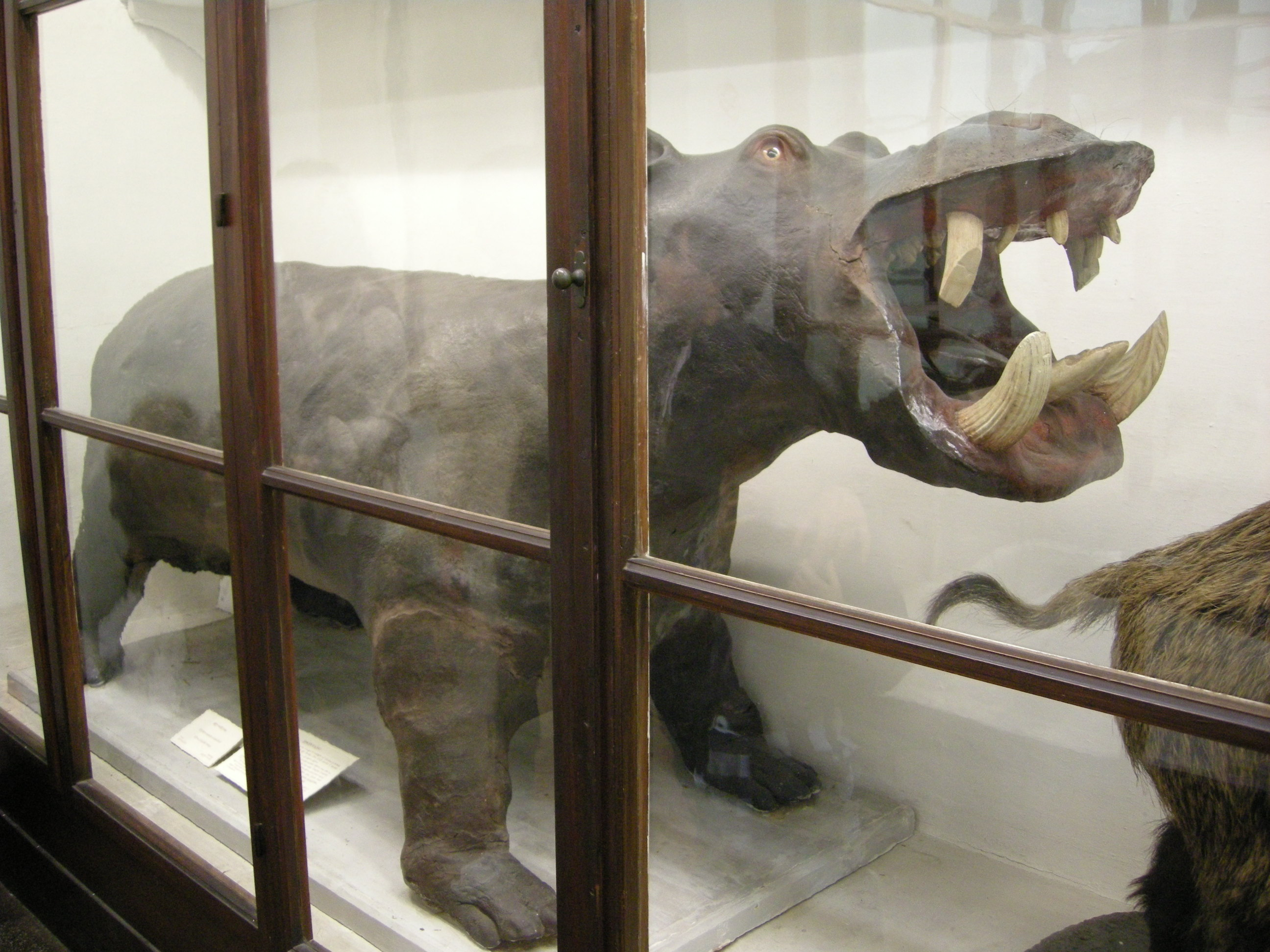
Hippopotame de Boboli.
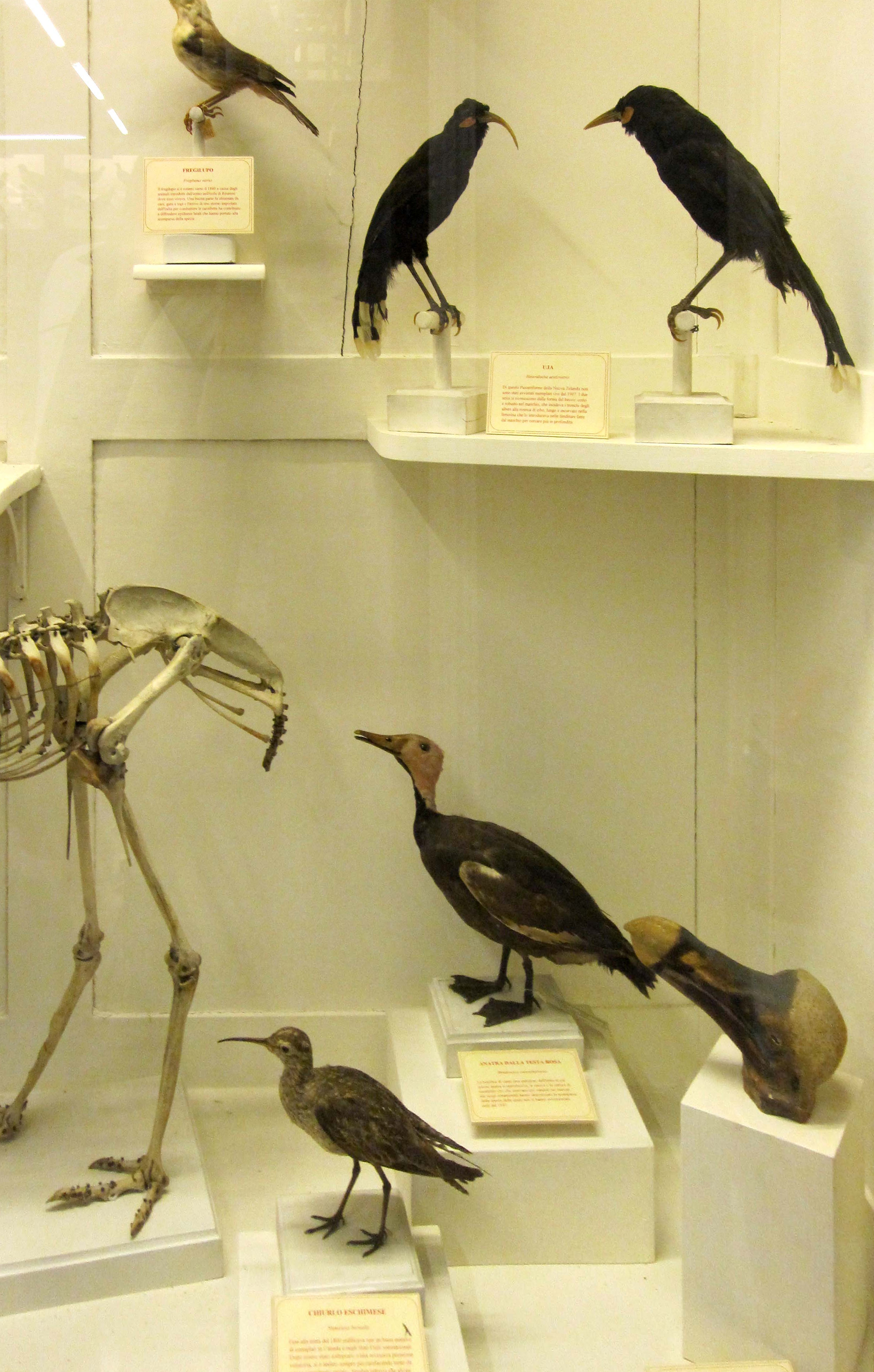
Vitrine des espèces d'oiseaux éteintes.
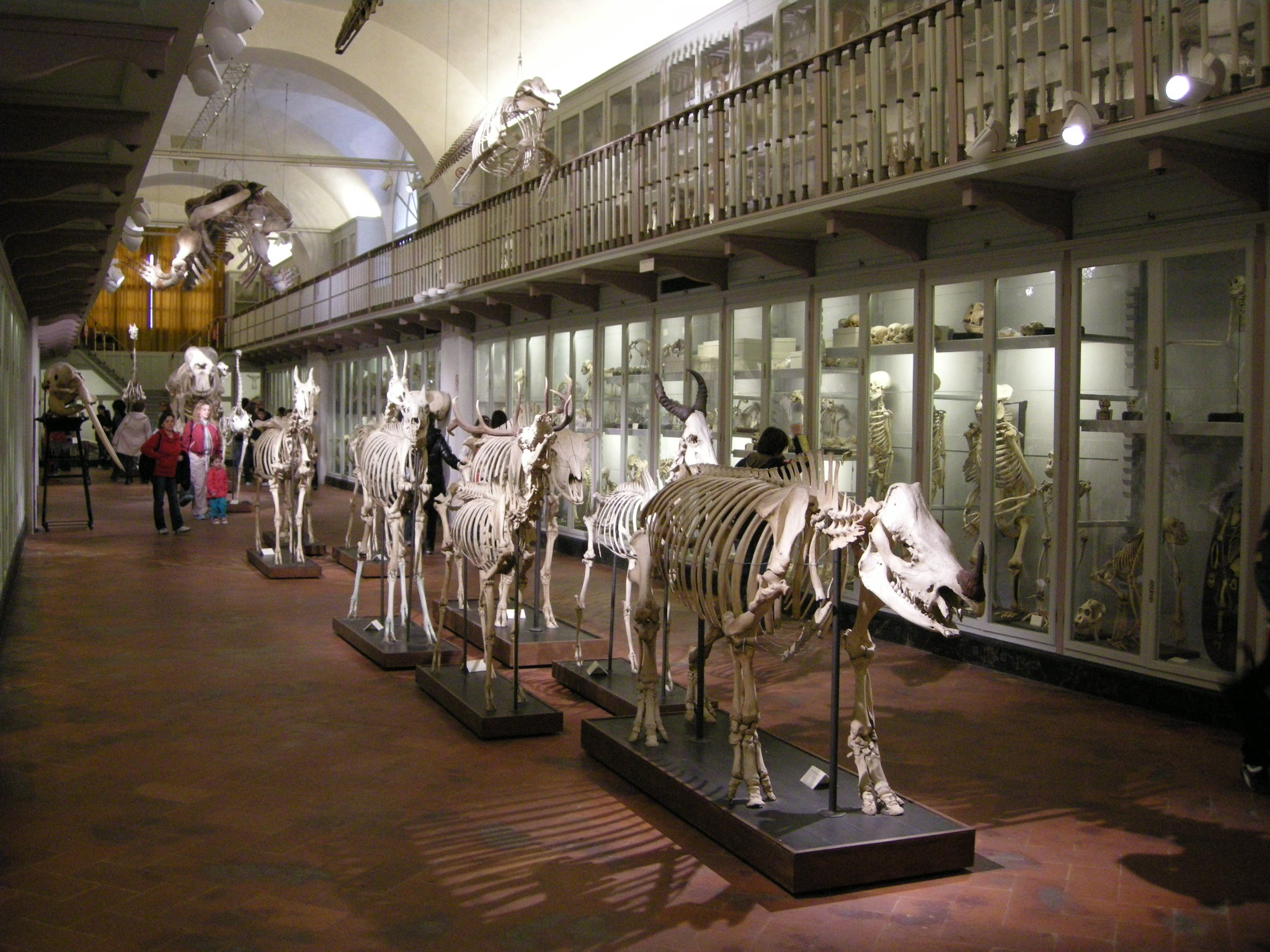
Salle des squelettes.
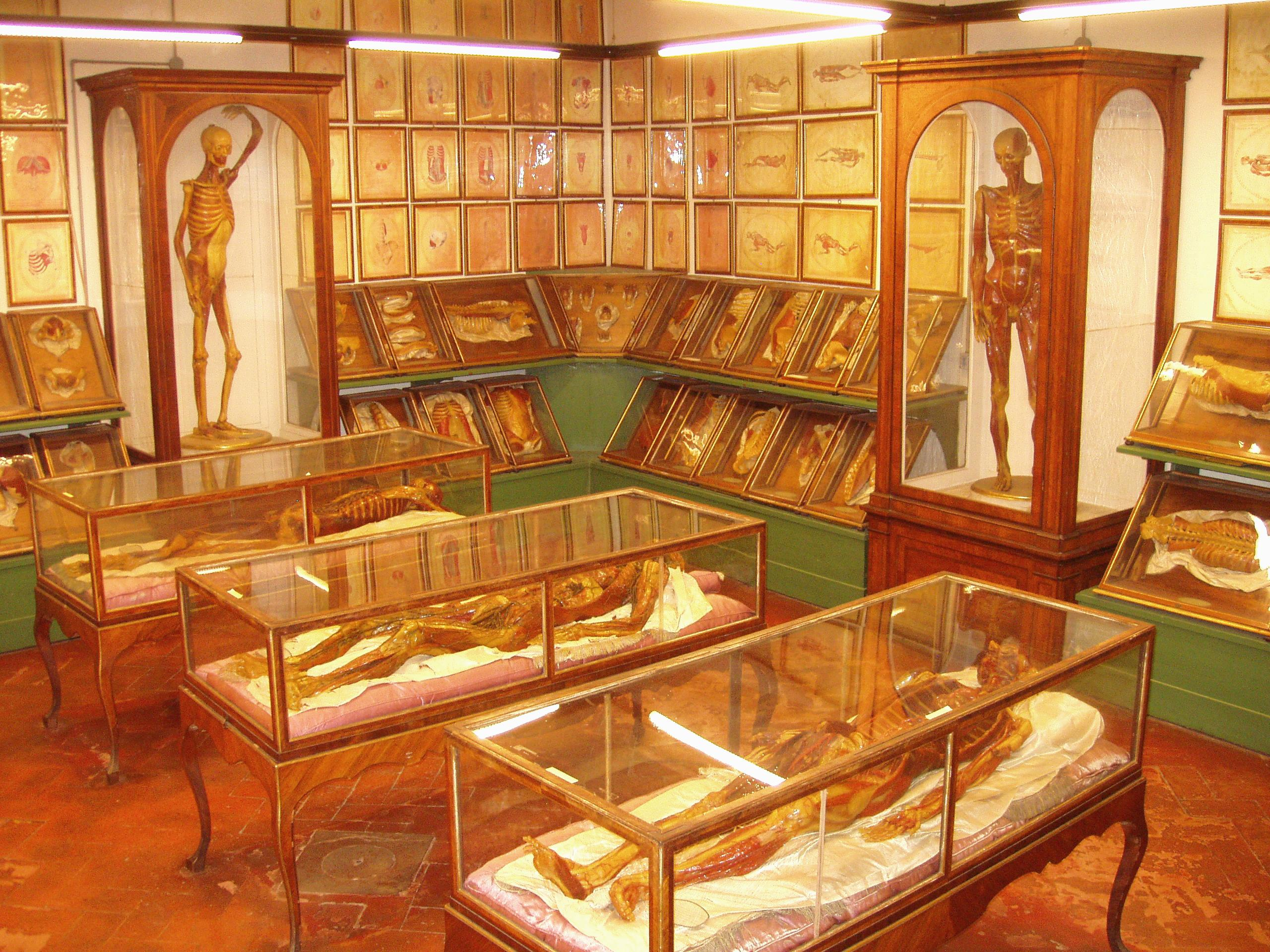
Collection de cires anatomiques.
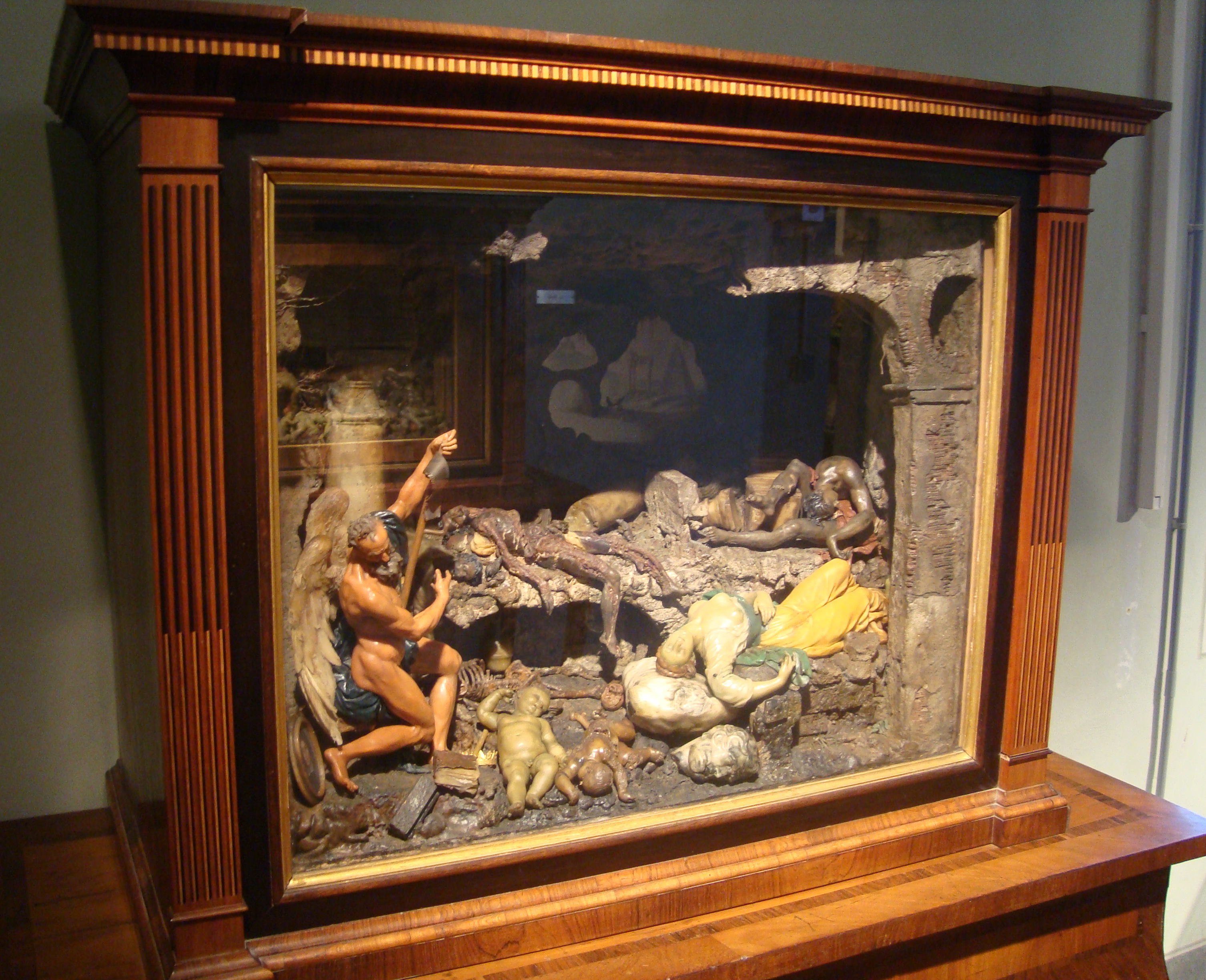
Le Triomphe du Temps par Gaetano Zumbo (XVIIe siècle).